# 鄚天賜
鄚天賜（越南语：／，1700年—1780年11月1日），曾名天錫（Thiên Tích），又名琮（Tông），字士麟（Sĩ Lân），號樹德軒（Thụ Đức Hiên），越南華僑領袖及河仙鎮第二代統治者，於1736年至1771年、1773年至1777年兩度統治河僊。《清實錄》稱其為莫士麟。泰國史料稱其為翁清春（Ong Chien Chun，意為「將軍公」）。
鄚天賜是中越混血兒，父親鄚玖來自中國廣東雷州，母親是越南婦女。1736年父親死後，繼任河仙鎮（今越南堅江省）的實際統治者。在他任內，對內積極地推行文治，使中國文化得以宏揚，對外則貫徹其父的親越南舊阮政策，繼續俯首稱臣。及至1770年代，越南南方爆發西山起義，鄚天賜因不敵而逃入暹羅，最終受暹羅王鄭昭猜忌，自殺而死。死後，阮朝讓他的子孫繼續鎮守河仙，他本人亦得到越南人士的崇敬。

## 早年及繼任河仙鎮統治者

### 早年生活
鄚天賜是17世紀末、18世紀初河仙鎮統治者鄚玖的長子，母親裴氏廪是越南婦女。河仙因受暹羅的侵擾，鄚玖避居在其轄地內的隆奇（今柬埔寨白馬）。在1700年，鄚天賜出生於這地。其後，鄚玖返回河仙居住，鄚天賜隨同父親到此定居。
鄚天賜自年少時起，便十分懂事，得到河仙民眾的支持。據越南《河仙鎮協鎮鄚氏家譜》所載，「昔公名天錫，自十八歲辰（「辰」即是「時」，因阮朝避嗣德帝諱而改），凡喪祭之事，竭孝敬之誠，人民咸感戴焉。」由於他大方得體，因而曾「奉表詣闕奏陳」，受鄚玖委派為出使越南舊阮朝廷的使節。

### 繼承父業
1735年，鄚玖因病去世。身為長子的鄚天賜，於1736年農曆二月繼承父業，由舊阮承認他出任河仙鎮統治者，並獲加以「欽差都督琮德侯」的勳銜。

### 鄚天賜的性格
據史書所載，鄚天賜生性忠良，對於文學藝術有相當濃厚的興趣，「公賦性忠良，仁慈義勇，並博通經史，百家諸子之書，無不洽蘊胸懷。」鄚天賜對河仙的施政方針及其對舊阮政權的態度，與這種性格息息相關。

## 在河仙的治績

### 致力推廣中國文化
鄚天賜對來自中國的士人，積極招攬。據記載，他在河仙「厚幣以招賢才，自清朝及諸海表俊秀之士，聞風來會焉，東南文教肇興自公始。」鄚天賜得到這批士人的歸附後，就多次進行學術大會，編修著作，讓他們一展所長：「開招英閣，購書籍，日與諸儒講論，有《詠河仙十景》，酬和者至眾，其文風始著於海陬矣。」
鄚天賜響應越南舊阮朝廷推行漢法，在學術禮制方面「制衣服冠帽，興學校」，努力讓當地居民依照漢習俗生活，「宮室婚姻吉凶之制，略與中國同，而建文廟設義學，俾國人皆知弦誦，以自附於中華之禮教。」而這些習俗教化，亦相當奏效，「漸漸德洽化行，人多美行，女習幽貞，威服外敵，仁撫居民，四方安堵無事。」河仙境內出現一派太平景象。

### 擴充城鎮基建
鄚天賜在河仙擴充多項硬件配套設施。據《嘉定城通志》所載，他「分設文武衙屬，揀補軍兵，建公署，起城堡，區畫街市。」亦即是說他完善了河仙的軍事防衛及行政設。另外，他「區畫街市」的都市化措施，更令「諸國商舶多往就焉」，有利於該地的繁榮發展。

### 擴大外來僑民定居點
河仙終究是由各國外來僑民建設而成，所以鄚天賜亦重視令僑民們安居樂業。有見及此，他建立起一個長500公尺、寬100公尺的大長方形府城，河仙周圍出現多條村莊，讓柬埔寨人、華人、馬來人、占人等，都在那裡得以定居。

### 宗教開放
在鄚氏統治的年代裡，河仙鎮的佛教發展甚為興旺，僧侶們對於「經典法戒，誦贊聲調，頗得禪門宗旨，為時稱絕。」對於其他宗教，鄚天賜亦持開放態度。1776年，鄚天賜讓基督教的伯多祿主教（Pigneau de Behaine）在河仙居住，讓他「以新教來維繫那些新建村莊的秩序」，並不拒絕基督教在他的轄境裡傳播。

### 鑄造貨幣
鄚天賜獲舊阮朝廷恩賜鑄錢爐，讓鄚天錫自行鑄錢，鄚天錫於是自鑄「安法元寶」，在越南南部通行。

## 與柬埔寨的關係

### 擊退柬埔寨軍隊
河仙在鄚天賜的父親鄚玖的統治初期，是柬埔寨的屬地，但由於柬埔寨國力日衰，鄚玖為換取援助，便轉而向越南舊阮朝廷內附稱臣，此舉令河仙和柬埔寨處於尷尬狀態。不過，一直到到鄚天賜繼任初期為止，仍向柬埔寨繳納一定的貢稅。
1739年春天，柬埔寨国王因不滿河仙內附舊阮，便派匿盆領軍進攻。鄚天賜夫婦一同奮力抵抗，經過日夜奮擊，終於擊敗柬軍。經此一役，河仙正式脫離柬埔寨。

### 干涉柬埔寨王室內戰
1747年，柬埔寨宮廷發生內亂，繼而蔓延成為長達數年內戰。在此期間，大批難民及王室人員流亡到河仙。鄚天賜加以援助，「大發儲積倉賑濟，流民莫不感恩戴德」
柬埔寨戰亂期間，王族烏迭（Preah Outay，又稱Neak-Angk-Tau，越史稱匿螉尊）逃到河仙，要求支援。鄚天賜答應了烏迭的請求，並將他收為養子。1757年，鄚天賜經過舊阮朝廷的許可後，便領兵護送烏迭歸國奪位。烏迭獲得王位後，為了答謝鄚天賜的協助，便將香澳（Kompong Som，今柬埔寨西哈努克市）、芹渤（Kampot，今柬埔寨貢布）、柴末（今柬埔寨班迭密縣）、真森（在今柬埔寨茶膠省南部）、寧瓊（在江城江左岸Prek Patasy河畔）五州割讓給鄚天賜。另外，鄚天賜又開拓了柬埔寨的龍川（今越南金甌、堅江（今越南瀝架）、鎮江（今越南芹苴）、鎮彝（今地不可考）等地，設置官屬。至此，河仙鎮進入了它的鼎盛時期。

## 暹羅國王鄭昭的入侵

### 與鄭昭失和
1767年，暹羅遭受緬甸入侵，阿瑜陀耶王朝滅亡，王族昭最（越史稱昭翠，泰沙王之孫）逃到河仙，以求鄚天賜援助他們復國。適值鄭昭起兵驅逐緬甸軍，成為暹羅新國王。為了斬草除根，鄭昭向鄚天賜要求交出阿瑜陀耶流亡王族。
鄚天賜則對鄭昭存有戒心，「素知彼奸計，將有自大之策」（武世營《河仙鎮協鎮鄚氏家譜》），便派出水師在曼谷對出水域窺探虛實。（學者戴可來認為，或許鄚天賜受了儒家的正統觀念影響，或者受舊阮的外交政策所影響，故此意圖恢復阿瑜陀耶王朝，與鄭昭為敵。）不料，河仙水師遇上颶風（西方傳教士Corre說河仙軍遭暹羅軍擊退），唯有撤回。自此，鄚天賜與鄭昭的關係便轉趨緊張。其後，1769年，鄚天賜派陳大力率戰船再次攻打暹羅，但並不湊效，河仙軍隊更因遇上瘟疫而倉卒撤回。

### 鄭昭的攻佔河仙
1769年及1770年，鄚天賜正忙於征討鄭昭之際，河仙內部郤爆發了兩起動亂，雖然最後都被鄚天賜所平，但亦導致河仙元氣大傷。而暹羅方面，經鄭昭平定亂局後，已經「銳氣正盛」，有意入侵河仙。1771年，鄭昭入侵河仙，鄚天賜率領軍民與之「相持十餘日，城內一人挾作十人之役，尚不能充數。軍疲將困，而無退心，決守死戰。」但因暹羅軍利用「西洋石機銃射傷我軍甚多」，鄚天賜軍已無力抵抗，而他先前向舊阮嘉定要求援軍，又遭駁回。於是，在全線潰敗的殘局下，鄚天賜只好登船挑到嘉定逃亡。河仙遂被鄭昭所佔領。鄭昭派披耶·披披瓦提（陳聯）領兵追擊他，被阮主將領宋福洽擊敗，只得撤回河仙。

### 舊阮的干涉與鄭昭退兵
在河仙遭受鄭昭侵佔的同時，舊阮轄地內爆發西山之亂，對舊阮政權造成巨大威脅。1773年，舊阮朝廷為了能專心平定西山之亂，去除後顧之憂，便先維持河仙及南方的安定，派軍攻擊鄭昭軍隊。經過一輪外交交涉後，鄭昭才同意撤出河仙，鄚天賜乃得以返回河仙。

## 抵抗西山軍及在暹羅自殺

### 對舊阮的全力擁護
鄚天賜從繼任為河仙鎮統治者開始，便接受舊阮政權的冊立，並執行「遞年出洋，採富貴物，詣京上進」的藩臣之禮。到西山之亂爆發後，1775年，舊阮的首都順化淪陷，阮主阮福淳逃到嘉定，鄚天賜便來到這地與之會合，並伴隨護駕。鄚天賜向阮福淳提出「乞中國興師殄滅群凶，復我南國土宇」的復國方案，可惜因西山朝大將阮惠的窮追猛打，舊阮的主要領導人物阮福淳及阮福暘終被擒殺，而鄚天賜則僥倖逃出阮惠軍的追捕。

### 逃入暹羅
西山朝剛滅舊阮，便向鄚天賜招降。鄚天賜的答覆是「我臣事南天已二世矣，心如鐵石，雖死不改，其志安肯與汝賊輩作逆天之事乎？」（武世營《河仙鎮協鎮鄚氏家譜》）其後，鄚天賜深知難以抗敵，便經富國島逃入暹羅。而他所統治的河仙，則落入西山朝手中。鄚天賜在暹羅，獲得鄭昭盛情款待，據《河仙鎮葉鎮鄚氏家譜》記載：「鄭新（鄭昭）迎笑曰：『昔以失和而相傷，今以成好而相結，幸無念舊惡。』」招待鄚天賜的用品均極為名貴，「食物器具皆是金玉，同王侯品格」。其後，又被鄭昭授予披耶·拉差社提·阮（พระยาราชาเศรษฐี ญวน，意思是「越南的披耶·拉差社提」）的暹羅爵位。鄚天賜在這裡，看似可以得到鄭昭的保障。

### 暹羅國王鄭昭的猜忌及自殺
雖然鄚天賜曾與鄭昭為敵，但到了舊阮政權覆敗的時候，鄚天賜亦不得不投靠鄭昭。然而，由於錯綜複雜的印支半島形勢及越暹關係的不穩定性，令鄭昭最終亦對鄚天賜持不信任態度，最後更迫令其自殺而後已。
1779年，柬埔寨發生王室內爭，以阮福映為首的舊阮勢力派軍干預，重新設定了柬埔寨王位。（事見鄭懷德《嘉定城通志·疆域志·河仙鎮》）據學者戴可來說，這些舉動，對於以柬埔寨保護者自居的鄭昭而言，就是利益受損，故此令他對鄚天賜亦心存猜疑。
1780年，一艘暹羅商船遭到擁護舊阮的將領杜清仁劫掠。鄭昭命鄚天賜派人向杜清仁查問，但不見回報。西山朝得悉該事件後，便設反間計，製作假密函，命人帶到暹羅，以使鄭昭相信鄚天賜打算跟杜清仁「裡應外合，以攻暹地」。碰巧杜清仁在此時派出水師在海上防禦西山朝的軍隊，暹羅探子向鄭昭回報這批水師在海上游弋的消息，令鄭昭對假密函深信不疑。
鄭昭深感可疑後，隨即嚴刑審訊及殺害數名與舊阮有關的人員。11月1日（農曆十月初五日），鄚天賜亦「飲義薨」，在暹羅為越南阮福映政權殉節，終年81歲。

## 身後河仙的政局及其本人所得的尊崇

### 河仙輾轉歸入阮朝統治
鄚天賜去世後不久，暹羅發生內亂，鄭昭最終被將領扎克里所推翻，其後又派軍進佔河仙。當時，阮福映為了在越南爭霸，便與暹羅結成盟友，而鄚天賜的子孫亦得以返回河仙。從1784年至1809年間，河仙先後由鄚子泩（鄚天賜子，1784年-1788年任職）、鄚公柄（鄚天賜孫，1789年-1792年任職）、鄚子添（鄚天賜子，1800年-1809年任職）繼任鎮職，但郤是依附於暹羅及阮福映。到1809年鄚子添去世後，阮朝更委任官員直接鎮守河仙。
1816年，鄚公榆（鄚天賜孫，1816年-1829年 任職）被阮福映委任為「河仙鎮葉鎮」（協鎮），但同時亦派遣越南官吏，河仙鄚氏已不能恢復昔日的內政獨立。其後再歷鄚公材（鄚天賜孫，1830年-1833年任職）一代，於1833年牽連入逆黨叛亂，被送到順化審問，其後便再沒有鄚氏子孫繼承河仙的管治職務。

### 越南人對鄚天賜的尊崇

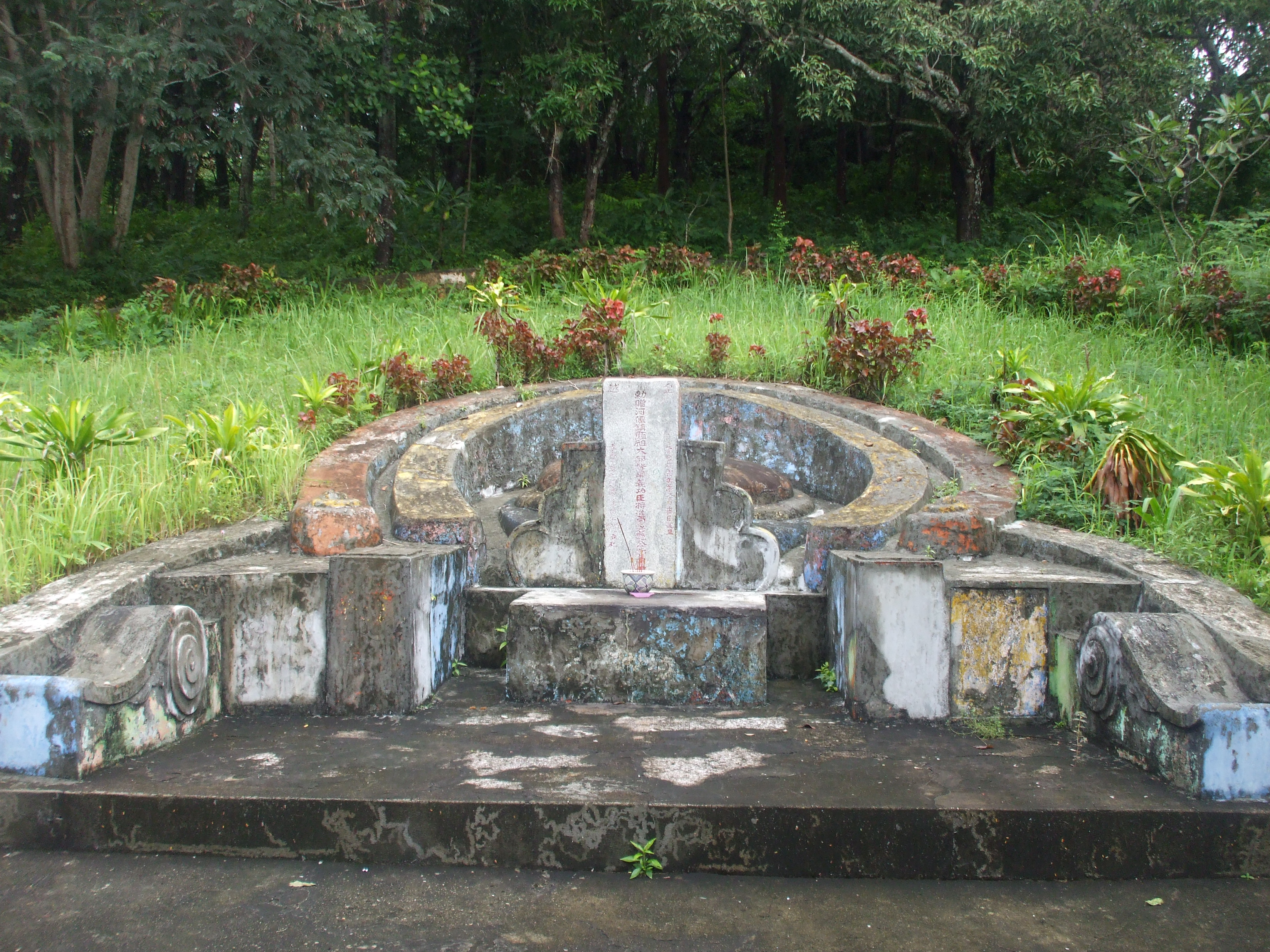
鄚天賜墓

鄚天賜死後，越南詩人到供奉他的祠堂寫楹聯甚多，以示對他的尊崇。後人亦把鄚天賜、鄚玖及他們一家一同合葬，供人憑弔。
明命三年（1822年）秋，明命帝認為鄚天賜父子有功於國，追封鄚天賜為達義之神，準河僊美德社依舊奉事。

## 家庭

### 先世
- 父：鄚玖
- 母：裴氏廪

### 姊妹
- 姊妹：鄚適陳

### 妻妾
- 阮氏
- 妾（第四房）

### 子女
阮氏所生：
- 鄚子潢（子潢育有兒子鄚公柏、鄚公柱、鄚公柄、鄚公材、鄚公榆）
- 鄚子淌（子淌育有兒子鄚公棲）
- 鄚子溶
- 鄚氏漋（長女）
- 鄚氏咍（次女）
- 鄚氏灚

妾所生：
- 鄚子泩（第四子）
- 鄚子浚
- 鄚子添[38]

## 作品

### 《河仙十詠》
《河仙十詠》，是鄚天賜繼位初期，招攬一批士人後一同從事的集體創作，包括十個題目，三百二十首詩篇。十個題目如下：
- 一、金嶼攔濤
- 二、屏山疊翠
- 三、簫寺晨鐘
- 四、江城夜鼓
- 五、石洞吞雲
- 六、珠岩落鷺
- 七、東湖印月
- 八、南浦澄波
- 九、鹿峙村居
- 十、鱸溪魚泊

現今僅留存有鄚天賜的十首詩，以及他的麾下文人所序及十餘篇「韵」。

### 《明渤遺漁》
除《河仙十詠》外，鄚天賜尚有《明渤遺漁》刊行於世。

## 評價
- 阮朝對他的評價：據《大南實錄》，阮福映曾說過這樣的話：「河仙本朝廷疆守，自我列聖建立鎮節，鄚天賜父子皆能善於其職，是以因而授之。」[41]說明對於鄚天賜兩代人的開發河仙及為舊阮政權充當藩屬的殊勳，阮朝亦不得不感恩戴德。
- 學者戴可來：戴可來讚揚鄚天賜的在河仙實行的文化措施，認為這是能夠使漢文化「宏揚到海外，在那裡生根開花」，「成為海外的文明之邦」。[42]

### 引用
1. ↑  .   [2019-02-20]. （原始内容存档于2019-02-18） （高棉语）.
2. 1 2  Siamese Melting Pot （页面存档备份，存于） by Edward Van Roy
3. ↑  戴可來《河仙鎮葉鎮鄚氏家譜》注釋，附錄於，《嶺南摭怪等史料三種》，251頁。
4. ↑  李慶新.  (PDF). : 186  [2019-03-30]. （原始内容存档 (PDF)于2019-03-22）.
5. ↑  พระราชพงศาวดารกรุงธนบุรี
6. ↑  Cooke, Nola; Li, Tana, , Rowman & Littlefield: 44–46, 2004  [2019-02-20], ISBN 978-0-7425-3083-6, （原始内容存档于2019-06-13）
7. ↑  武世營《河仙鎮葉鎮鄚氏家譜》，收錄於《嶺南摭怪等史料三種》，231頁。
8. 1 2  武世營《河仙鎮葉鎮鄚氏家譜》，收錄於《嶺南摭怪等史料三種》，232頁。
9. 1 2 3 4 5  武世營《河仙鎮葉鎮鄚氏家譜》，收錄於《嶺南摭怪等史料三種》，233頁。
10. 1 2 3 4 5  鄭懷德《嘉定城通志·疆域志·河仙鎮》，收錄於《嶺南摭怪等史料三種》，152頁。
11. ↑  原文出自《清文獻通考》卷二九七，轉引自戴可來《<嘉定通志>、<鄚氏家譜>中所見17~19世紀初葉的南圻華僑史迹》，附錄於《嶺南摭怪等史料三種》，310頁。
12. 1 2   (PDF). （原始内容 (PDF)存档于2013-08-27）.
13. ↑  鄭懷德《嘉定城通志·風俗志·五鎮風俗》，收錄於《嶺南摭怪等史料三種》，182頁。
14. ↑  . （原始内容存档于2008-06-02）.
15. ↑  戴可來《<嘉定通志>、<鄚氏家譜>中所見17~19世紀初葉的南圻華僑史迹》，附錄於《嶺南摭怪等史料三種》，311頁。
16. ↑  Cooke, Nola; Li, Tana, , Rowman & Littlefield: 44–46, 2004  [2019-02-20], ISBN 978-0-7425-3083-6, （原始内容存档于2019-06-13）
17. ↑  武世營《河仙鎮葉鎮鄚氏家譜》，收錄於《嶺南摭怪等史料三種》，233-234頁。
18. ↑  戴可來《<嘉定通志>、<鄚氏家譜>中所見17~19世紀初葉的南圻華僑史迹》，附錄於《嶺南摭怪等史料三種》，313頁。
19. ↑  武世營《河仙鎮葉鎮鄚氏家譜》，收錄於《嶺南摭怪等史料三種》，234-235頁。
20. ↑  戴可來《<嘉定通志>、<鄚氏家譜>中所見17~19世紀初葉的南圻華僑史迹》，附錄於《嶺南摭怪等史料三種》，314-315頁。
21. ↑  武世營《河仙鎮葉鎮鄚氏家譜》，收錄於《嶺南摭怪等史料三種》，235頁。
22. ↑  戴可來《<嘉定通志>、<鄚氏家譜>中所見17~19世紀初葉的南圻華僑史迹》，附錄於《嶺南摭怪等史料三種》，315-316頁。
23. ↑  武世營《河仙鎮葉鎮鄚氏家譜》，收錄於《嶺南摭怪等史料三種》，235-236頁。
24. ↑  戴可來《<嘉定通志>、<鄚氏家譜>中所見17~19世紀初葉的南圻華僑史迹》，附錄於《嶺南摭怪等史料三種》，316-318頁。
25. ↑  武世營《河仙鎮葉鎮鄚氏家譜》，收錄於《嶺南摭怪等史料三種》，236-237頁。
26. ↑  戴可來《<嘉定通志>、<鄚氏家譜>中所見17~19世紀初葉的南圻華僑史迹》，附錄於《嶺南摭怪等史料三種》，318-319頁。
27. ↑  武世營《河仙鎮葉鎮鄚氏家譜》，收錄於《嶺南摭怪等史料三種》，237-239頁。
28. ↑  戴可來《<嘉定通志>、<鄚氏家譜>中所見17~19世紀初葉的南圻華僑史迹》，附錄於《嶺南摭怪等史料三種》，319-320頁。
29. ↑  武世營《河仙鎮葉鎮鄚氏家譜》，收錄於《嶺南摭怪等史料三種》，239頁。
30. ↑  鄭懷德《嘉定城通志·疆域志·河仙鎮》，收錄於《嶺南摭怪等史料三種》，160頁。
31. ↑  戴可來《<嘉定通志>、<鄚氏家譜>中所見17~19世紀初葉的南圻華僑史迹》，附錄於《嶺南摭怪等史料三種》，321頁。
32. ↑  武世營《河仙鎮葉鎮鄚氏家譜》，收錄於《嶺南摭怪等史料三種》，240-241頁。
33. ↑  武世營《河仙鎮葉鎮鄚氏家譜》，收錄於《嶺南摭怪等史料三種》，241頁。
34. ↑  戴可來《<嘉定通志>、<鄚氏家譜>中所見17~19世紀初葉的南圻華僑史迹》，附錄於《嶺南摭怪等史料三種》，322頁。
35. ↑  戴可來《<嘉定通志>、<鄚氏家譜>中所見17~19世紀初葉的南圻華僑史迹》，附錄於《嶺南摭怪等史料三種》，322-330頁。
36. ↑  《東南亞歷史詞典·「鄚天賜」條》，406頁。
37. ↑  . （原始内容存档于2007-09-20） （英语）.
38. ↑  戴可來《河仙鎮葉鎮鄚氏家譜》注釋，附錄於，《嶺南摭怪等史料三種》，252頁。
39. ↑  戴可來《<嘉定通志>、<鄚氏家譜>中所見17~19世紀初葉的南圻華僑史迹》，附錄於《嶺南摭怪等史料三種》，309頁。
40. ↑  《東南亞歷史詞典·「河仙十詠」條》，287頁。
41. ↑  原文出自《大南實錄》正編第一紀卷三十九，轉引自戴可來《<嘉定通志>、<鄚氏家譜>中所見17~19世紀初葉的南圻華僑史迹》，附錄於《嶺南摭怪等史料三種》，328頁。
42. ↑  戴可來《<嘉定通志>、<鄚氏家譜>中所見17~19世紀初葉的南圻華僑史迹》，附錄於《嶺南摭怪等史料三種》，310頁。

### 书籍
- 武世營編纂. . 戴可來、楊保筠校注. 鄭州: 中州古籍出版社（1991） （中文（简体））.
- 鄭懷德編纂. . 戴可來、楊保筠校注. 鄭州: 中州古籍出版社（1991） （中文（简体））.
- . 上海辭書出版社（1995） （中文（简体））.